# Île Sheldrake
L'île Sheldrake est une île canadienne située dans le comté de Northumberland, à l'est du Nouveau-Brunswick. Elle est située dans la rivière Miramichi et a une superficie d'environ 15 hectares. Elle est située face au village d'Oak Point-Bartibog Bridge mais est comprise dans le territoire de la paroisse d'Alnwick. Elle était le site d'un lazaret jusqu'en 1849, année de l'ouverture du lazaret de Tracadie[réf. souhaitée].